# IC 4826
IC 4826 ist eine Spiralgalaxie vom Hubble-Typ Sab im Sternbild Pfau am Südsternhimmel. Sie ist schätzungsweise 146 Millionen Lichtjahre von der Milchstraße entfernt und hat einen Durchmesser von etwa 60.000 Lichtjahren.

Das Objekt wurde am 16. September 1901 von DeLisle Stewart.